# Luigi Illica
Luigi Illica (Castell'Arquato, 9 de maio 1857 — Castell'Arquato, 16 de dezembro de 1919) foi um comediógrafo, jornalista e libretista italiano.